# Linia kolejowa Kilonia – Lubeka
Linia kolejowa Kilonia – Lubeka – niezelektryfikowana, w większości jednotorowa linia kolejowa we wschodniej części kraju związkowego Szlezwik-Holsztyn. Łączy Kilonię i Lubekę, dwa największe miasta landu. Linia liczy 81 km i obecnie (2010) obsługiwana jest przez DB Regio.